# Rudolf-Christoph von Gersdorff
Rudolf-Christoph Freiherr von Gersdorff, né le 27 mars 1905 à Lüben et mort le 27 janvier 1980 à Munich, est un baron allemand, officier de la Reichswehr et général de brigade dans la Wehrmacht. Membre de la résistance active des officiers de la Wehrmacht contre Adolf Hitler, il tenta de l'assassiner par un attentat-suicide, et découvrit les charniers du massacre de Katyn. Il a reçu la croix de commandeur de l'ordre du Mérite de la République fédérale d'Allemagne en 1979.

## Jeunesse et formation
Son père, le baron Ernst von Gersdorff (1864-1926), ancré en Silésie, capitaine de cavalerie qui deviendra par la suite général de division, est issu d'un des plus anciens lignages nobles allemands. Sa mère, Anna Adele Alexandrine Christine (Berlin 9 janvier 1880-Breslau 24 juin 1944) (surnommée « Tina »), née comtesse et burgrave (titres du Saint-Empire romain germanique équivalant en France au titre de comte) zu Dohna-Schlodien (1880-1944), vient de Prusse orientale.
Né à Lubin, ville de garnison de Silésie, fils cadet, le baron Rudolf-Christoph von Gersdorff est scolarisé à Lubin jusqu'à l'Abitur puis entre comme aspirant dans la Reichswehr en 1923. En 1934, il épouse Renata Kracker von Schwarzenfeld (1913- Berlin 15 janvier 1942, suicide), héritière de la dynastie industrielle silésienne von Kramsta. De ce mariage naît une fille, Lory Reinach. En 1953, il se remarie avec Marie-Eva (Hanovre-Linden 26 décembre 1925-Murnau 12 janvier 1986), épouse en premières noces de Kurt von Wallenberg Pachaly (b.Kentschkau) von Waldenburg, divorcée en 1952 et descendante du prince Auguste de Prusse (1779-1843). Ce mariage se solda par un divorce trois ans plus tard (1956), et von Gersdorff se maria une troisième fois avec une autre Silésienne, nommée Irmgard.
Gersdorff reçut une éducation militaire de base à Breslau dans la célèbre caserne des Kleinburger où, depuis des générations, ses ancêtres avaient servi au 1er régiment silésien de cuirassiers "Grand Électeur". Il fut promu au grade de lieutenant en 1926, et capitaine de cavalerie en 1938. De 1938 à 1939 il séjourna à la Preußische Kriegsakademie de Berlin pour y recevoir une formation d'officier d'état-major (Offiziere im Generalstabs).

## Seconde Guerre mondiale
En 1939, Gersdorff prend part à la campagne de Pologne avec l'unité qui lui avait été confiée à la suite de son succès à l'École de guerre. En 1941, par l'entremise de son cousin Fabian von Schlabrendorff, il est muté au groupe d'armées Centre pour l'opération Barbarossa. Là, il accomplit en tant qu'officier de liaison de l'Abwehr son service dans la Stabsabteilung et dirige les services de reconnaissance. Le but de cette mutation était avant tout de lui permettre l'accès au cercle des conspirateurs qui s'était formé autour de la personne d'Henning von Tresckow.

### Membre de la Résistance militaire contre le national-socialisme
Peu après la vaine tentative du colonel d'état-major Henning von Tresckow, le 13 mars 1943, de tuer Hitler au moyen d'une bombe dissimulée dans son avion,, Gersdorff se résout à commettre un attentat-suicide contre Hitler.
Le 21 mars 1943, Hitler inaugure, à l'occasion de la fête des héros (fête de commémoration des héros), une exposition à l'Arsenal de Berlin sur les armes prises aux Soviétiques. Gersdorff avait été détaché comme expert de l'exposition. Il voulut se sacrifier en faisant sauter Hitler et les autres dirigeants présents – Göring, Himmler, Keitel et Dönitz – au moyen de deux mines magnétiques de type Clam qu'il gardait dans les poches de son manteau. Quand il jugea le moment opportun, Gersdorff s'isola et ne réussit à enclencher qu'un seul des deux minuteurs, disposant alors de dix minutes pour s'approcher d'Hitler. Mais celui-ci visita l'exposition au pas de course et quitta le bâtiment avant que Gersdorff n'ait eu le temps de le rejoindre. In extremis, ce dernier réussit à désamorcer le détonateur dans les toilettes. Après cet échec, il fut immédiatement réaffecté au front de l'Est.
En vue du complot du 20 juillet 1944, Gersdorff garda l'explosif et le détonateur, préalablement subtilisés dans les stocks de l'Abwehr par le conspirateur Wessel Freytag von Loringhoven, pour Claus von Stauffenberg. Ses camarades détenus ne l'ayant pas dénoncé, il put éviter l'emprisonnement et le jugement. Ainsi Gersdorff fut l'un des rares membres de la Wehrmacht ayant activement résisté à la dictature nationale-socialiste à survivre à la guerre.

### Katyn et la fin de la guerre
En avril 1943, Gersdorff découvre accidentellement les fosses communes de plus de 4 000 officiers polonais assassinés et enfouis par les unités soviétiques du NKVD lors du massacre de Katyń en 1940.
En 1944, il est muté en France sur le Mur de l'Atlantique et reçoit, le 26 août 1944, la croix de chevalier de la croix de fer pour son plan d'évacuation de la poche de Falaise. En 1945, il est promu général de brigade, puis est fait prisonnier de guerre par les Américains, détenu jusqu'en 1947.

## République fédérale d'Allemagne
Après la décision du Bundestag sur le réarmement, les tentatives de Gersdorff pour être accepté dans la Bundeswehr ont échoué. Dans ses mémoires, il en rend responsable le secrétaire d'État Hans Globke et les cercles d'anciens officiers de la Wehrmacht qui ne voulaient tolérer aucun  « traître » au sein de la Bundeswehr.
Gersdorff, qui devient paraplégique après un accident de cheval, consacre ensuite le restant de sa vie à des actions de bienfaisance pour l'ordre souverain de Malte, dont il est commandeur honorifique. Il est président fondateur des services d'urgence de l'ordre de Saint-Jean de Jérusalem, président du conseil d'administration de 1952 à 1963.
En 1979, la croix de commandeur de l'ordre du Mérite de la République fédérale d'Allemagne lui est décernée, en récompense de ses services exceptionnels.
La caserne Generalmajor-Freiherr-von-Gersdorff, à Euskirchen, a reçu son nom en son honneur.

## Source
- (de) Cet article est partiellement ou en totalité issu de l’article de Wikipédia en allemand intitulé « Rudolf-Christoph Freiherr von Gersdorff » (voir la liste des auteurs).